# Gloria in excelsis Deo
Treść tego artykułu od 2023-02 należy opracować w taki sposób, aby nie uwypuklała nadmiernie polskiej specyfiki / aby nie zawężała się tylko do polskich warunków
Dokładniejsze informacje o tym, co należy poprawić, być może znajdują się w dyskusji tego artykułu.
 Po wyeliminowaniu niedoskonałości należy usunąć szablon {{Dopracować}} z tego artykułu.
Gloria in excelsis Deo (w skrócie Gloria; łac. „Chwała Bogu na wysokości”) – hymn starochrześcijański, jeden z chrześcijańskich śpiewów liturgicznych, stanowiący m.in. jedną z części stałych katolickiej mszy świętej oraz nabożeństw niektórych kościołów protestanckich (m.in. luterańskiego). W protestantyzmie i anglikanizmie znany też jako doksologia większa.
Wprowadzony przez św. Telesfora, wszedł do liturgii w latach 125-136. Gatunkowo jest to hymn, a jego tekst zaczerpnięty został z liturgii Kościołów wschodnich. W liturgii katolickiej i luterańskiej wykonywany jest po śpiewie Kyrie eleison i poprzedza kolektę. W liturgii anglikańskiej i metodystycznej śpiewany na zakończenie nabożeństwa eucharystycznego, po modlitwie postcommunio, a przed końcowym błogosławieństwem.

## Tekst
W liturgii kościołów chrześcijańskich Gloria in Excelsis występuje w dwóch zasadniczych formach. Pierwsza, starsza, opiera się wyłącznie na tekście biblijnym i przyjmowana jest bez późniejszych uzupełnień przez wyznania protestanckie stosujące się do zasady regulacyjnej (m.in. Kościoły ewangelicko-reformowane czy baptystyczne). Kościoły protestanckie, które są zwolennikami zasady normatywnej (np. luteranie i metodyści) używają ponadto wersji z późniejszym dodatkiem (Laudamus Te). Kościół katolicki w swojej liturgii mszalnej używa wyłącznie wersji z Laudamus Te.

### Wersja biblijna
Hymn Gloria in Excelsis, zwany też hymnem anielskim, pochodzi z Ewangelii według św. Łukasza, według których był śpiewany przez aniołów podczas narodzin Jezusa Chrystusa:

Chwała Bogu na wysokościach,
a na ziemi pokój ludziom,
których sobie upodobał.

W tej formie jest śpiewany przez wiele kościołów protestanckich podczas nabożeństw. Jest także zawarty w wielu chrześcijańskich hymnach i kolędach, np. Gdy się Chrystus rodzi, czy Na cichy, ciemny, śpiący świat.

### Wersja rozszerzona (zLaudamus Te)
| Tekst łaciński | Przekład rzymskokatolicki | Przekład metodystyczny |
| Gloria in excelsis Deo Et in terra pax hominibus bonae voluntatis. Laudamus te. Benedicimus te. Adoramus te. Glorificamus te. Gratias agimus tibi propter magnam gloriam tuam, Domine Deus, Rex cæléstis, Deus Pater omnipotens. Domine Fili unigenite, Iesu Christe, Domine Deus, Agnus Dei, Filius Patris. Qui tollis peccata mundi miserere nobis. Qui tollis peccata mundi suscipe deprecationem nostram. Qui sedes ad dexteram Patris, miserere nobis. Quoniam tu solus Sanctus. Tu solus Dominus. Tu solus Altissimus, Iesu Christe. Cum Sancto Spiritu, in gloria Dei Patris. Amen. | Chwała na wysokości Bogu a na ziemi pokój ludziom dobrej woli. Chwalimy Cię, Błogosławimy Cię, Wielbimy Cię, Wysławiamy Cię. Dzięki Ci składamy, bo wielka jest chwała Twoja. Panie Boże, Królu nieba, Boże Ojcze wszechmogący. Panie, Synu Jednorodzony, Jezu Chryste. Panie Boże, Baranku Boży, Synu Ojca. Który gładzisz grzechy świata, zmiłuj się nad nami. Który gładzisz grzechy świata, przyjm błaganie nasze. Który siedzisz po prawicy Ojca, zmiłuj się nad nami. Albowiem tylko Tyś jest święty, Tylko Tyś jest Panem, Tylko Tyś Najwyższy, Jezu Chryste, Z Duchem Świętym, w chwale Boga Ojca. Amen. | Chwała Bogu na wysokości, a na Ziemi pokój ludziom dobrej woli. Wielbimy Cię Panie, błogosławimy i cześć Ci oddajemy. Dziękujemy Ci Panie za Twą wielką Chwałę, o Boże nasz w niebiesiech, Boże Ojcze Wszechmogący, królu nasz niebieski. O Panie, jednorodzony Synu Boży, Jezu Chryste: Baranku Boży, który gładzisz grzechy świata, zmiłuj się nad nami. Ty, który gładzisz grzechy świata, wysłuchaj nas Panie. Ty, który siedzisz po prawicy Boga Ojca, zmiłuj się nad nami. Bo tylko Ty jesteś Święty, Ty tylko jesteś Panem; Ty tylko, o Chryste, wraz z Duchem Świętym jesteś najwyższym w Chwale Boga Ojca. Amen. |

## Liturgia katolicka
W klasycznym rycie rzymskim hymn ten jest wykonywany we wspomnienia klasy I, II i III. Używa się go również w niedziele, oprócz niedziel Adwentu i Wielkiego Postu (chyba że w te niedziele przypada uroczystość albo święto). W dni ferialne (powszednie) w mszach wotywnych oraz w mszach pogrzebowych jest on opuszczany. 
W postaci chorałowej Gloria in Excelsis był śpiewem dialogowanym, wykonywanym (szczególnie w zakonach) przez dwa chóry. Z czasem zredukowany do recytacji przez celebransa przy możliwości równoczesnego wykonania np. przez chór lub zespół wokalno-instrumentalny. Od czasów średniowiecza często opracowywany muzycznie (np. wielogłosowo) w ramach cykli mszalnych.
W księgach liturgicznych po reformie Soboru Watykańskiego II wprowadzono tłumaczenia na języki narodowe, co jednak nie ogranicza możliwości wykonania w tym miejscu łacińskiego Gloria z repertuaru chorałowego. Może być śpiewany albo recytowany. Wykonują go wierni z kapłanem, wierni ze scholą na przemian albo schola.
W nowym porządku mszy Chwała na wysokości śpiewa się w niedziele (oprócz niedziel Adwentu i Wielkiego Postu), uroczystości i święta (w tym w czasie Adwentu i Wielkiego Postu) oraz w czasie oktaw uroczystości Narodzenia Pańskiego i Zmartwychwstania Pańskiego. Można go użyć w szczególnych okazjach. Opuszcza się go podczas wspomnień obowiązkowych i dowolnych oraz w dniach powszednich okresu Adwentu, Bożego Narodzenia, Wielkiego Postu, okresu wielkanocnego, okresu zwykłego w ciągu roku, w mszach za zmarłych i w mszach pogrzebowych. Używa się go tylko podczas mszy (w tym roratnich i wotywnych).
Podczas Mszy Wieczerzy Pańskiej oraz Wigilii Paschalnej w czasie uroczystego śpiewu hymnu Chwała na wysokości biją wszystkie dzwony i gongi w kościele.

## Liturgia luterańska
W liturgii Kościołów luterańskich Gloria in excelsis śpiewana jest po śpiewie Kyrie eleison, a przed kolektą. W zależności od okresu liturgicznego, tradycji liturgicznej i kraju śpiewane są jej różne wersje.
W Kościele Ewangelicko-Augsburskim w RP obowiązują następujące zasady:
- w ciągu całego roku, poza Adwentem i Wielkim Postem – Czasem Pasyjnym:
  - pełny tekst hymnu, tożsamy z tłumaczeniem rzymskokatolickim (ŚE 336 i 337)

- od Wielkanocy do Niedzieli Wieczności:
  - wezwanie księdza: pierwsza część biblijnego hymnu anielskiego (Łk 2,14a).
  - odpowiedź zboru: pierwsza zwrotka protestanckiego hymnu Na wysokościach Bogu cześć! (ŚE 342), którego słowa oparte są na biblijnej wersji Gloria in Excelsis (Łk 2,14).

Ksiądz: Chwała Bogu na wysokościach!
Zbór: Na wysokościach Bogu cześć!
I dzięki łasce Jego
Już nam nie może zguby nieść
moc i potęga złego.
Upodobanie Bóg w nas ma
i pokój już bez przerwy trwa.
Waśń wszelka się skończyła.
- w okresie Adwentu – Gloria in Excelsis jest zastąpiona poprzez antyfonę adwentową:
  - wezwanie księdza: pierwsza część biblijnego Benedictus – kantyku Zachariasza po narodzinach Jana Chrzciciela (Łk 1,68).
  - odpowiedź zboru: pierwsza zwrotka pieśni Prostujmy swoje drogi (ŚE 434), której słowa oparte są na wypełnionym proroctwie Izajasza o Janie Chrzcicielu (Mt 3,3).

Ksiądz: Błogosławiony niech będzie Pan, że nawiedził i odkupił lud swój.
Zbór: Prostujmy swoje drogi,
Adwentu nadszedł czas.
Bóg daje pokój błogi,
Bóg Chrystus wzywa nas
i mówi: „Idę już”.
Przyjdź Panie, przyjdź, wołamy,
otwarte już serc bramy,
w nich dary swoje złóż.
- od Wigilii Narodzenia Pańskiego do niedzieli Estomihi – tzw. formuła warszawska
  - wezwanie księdza: pierwsza część biblijnego hymnu anielskiego (Łk 2,14a).
  - odpowiedź zboru: druga część biblijnego hymnu anielskiego (Łk 2,14b).

Ksiądz: Chwała Bogu na wysokościach!
Zbór: I pokój na ziemi
i pokój na ziemi,
a w ludziach dobre upodobanie.
- w Środę Popielcową, inne dni pokuty i nabożeństwa żałobne – Gloria in Excelsis jest zastąpiona poprzez antyfonę Aufer a nobis:
  - wezwanie księdza: pierwsza część antyfony Aufer a nobis (Ps 51,3)
  - odpowiedź zboru: druga część antyfony Aufer a nobis (Ps 51,4)

Ksiądz: Zgładź, o Panie Boże, wszystkie grzechy oraz nieprawości nasze!
Zbór: Od nieprawości naszych obmyj nas doskonale.
- od pierwszej niedzieli Wielkiego Postu – Czasu Pasyjnego do Wielkiej Soboty z wyjątkiem Wielkiego Czwartku – Gloria in Excelsis jest zastąpiona poprzez antyfonę pasyjną:
  - wezwanie księdza: pierwsza część antyfony Aufer a nobis (Ps 51,3)
  - odpowiedź zboru: pierwsza zwrotka pasyjnego hymnu Baranku Boży niewinny (ŚE 365), którego słowa oparte są na słowach Jana Chrzciciela (J 1,29).

Ksiądz: Zgładź, o Panie Boże, wszystkie grzechy oraz nieprawości nasze!
Zbór: Baranku Boży niewinny,
na krzyża pniu umęczony,
Ty byłeś zawsze cierpliwy,
u ludzi wszakże wzgardzony.
Bez ciebie ni zbawienia, ni łaski odpuszczenia.
Ulituj się, o Jezu, Jezu!

## Liturgia reformowana
Podczas nabożeństwa głównego Kościoła Ewangelicko-Reformowanego w RP zazwyczaj nie występuje Gloria in Excelsis. Kalwińskie nabożeństwa cechują się surowością, prostotą i oparciem liturgii wyłącznie na Biblii (zasada regulacyjna). Liturgia wstępna obejmuje jedynie pieśń zboru, introit (psalm wstępny) zakończony Gloria Patri, pozdrowienie zboru i modlitwę o błogosławieństwo dla nabożeństwa. Jednak podczas nabożeństw uroczystych, którym towarzyszy wyznanie grzechów już na początku nabożeństwa, oprócz spowiedzi powszechnej, która ma miejsce zawsze przed sprawowaniem sakramentu Wieczerzy Pańskiej, po introicie istnieje możliwość zastąpienia Gloria Patri biblijną wersją Gloria in Excelsis zgodnie z formułą warszawską, stosowaną także przez polskich luteranów:
Ksiądz: Chwała Bogu na wysokościach!
Zbór: I pokój na ziemi
i pokój na ziemi,
a w ludziach dobre upodobanie.

## Upamiętnienia
Początkowe słowa tego hymnu tworzą grafikę znaczka pocztowego Poczty Polskiej, wydanego z okazji Świąt Bożego Narodzenia 2010 r..